# Anancidae
Anancidae Hay, 1922 è una famiglia estinta di grandi mammiferi erbivori imparentati con i moderni elefanti. Erano classificati tra i Gomphotheriidae in passato, ma autori recenti li considerano una famiglia distinta. Tra i Gomphotheriidae sensu lato, erano noti come tetralofodonti gomfoteri in base alla loro morfologia molare.